# A&M Octone Records
A&M Octone Records — американский лейбл звукозаписи, совместная компания A&M Records и Octone Records, известной также как OctoScope Music.

## История
Компания была основана в 2007 году. В его состав вошли независимый лейбл Octone Records и крупный лейбл Interscope Geffen A&M. Частью сделки стало приобретение доли Sony BMG в лейбле OctJay, являвшемся совместным предприятием Sony BMG и Octone.
Президентом стал Джеймс Динер. Под его руководством лейбл заполучил и развивал целый ряд исполнителей, среди которых американская поп-рок-группа Maroon 5, рэп-роковый коллектив Hollywood Undead, модерн-рок-группа Flyleaf, а также хип-хоп исполнитель K’Naan. Кроме этого артистами лейбла являлись Hunter Hunted, The Knocks, Churchill, Bombay Bicycle Club, Drop City Yacht Club, Kat Graham и We Are The Twin.
В октябре 2013 года стало известно о планах Interscope Geffen A&M выкупить оставшуюся долю в 50 % в совместном предприятии. 
Поглощение было завершено в 2014 году.